# Snowboard ai XXI Giochi olimpici invernali
Le gare di snowboard ai XXI Giochi olimpici invernali di Vancouver in Canada si sono svolte dal 15 al 27 febbraio 2010, sulla pista del Cypress Mountain.
Sono state disputate sei competizioni, tre maschili e altrettante femminili, nelle seguenti discipline: slalom gigante parallelo, half-pipe e snowboard cross

## Calendario
| Uomini | Snowboard cross |                 | Halfpipe |          |  |  |  |  |  |  |  |                          | Slalom gigante parallelo | 3 |
| Donne  |                 | Snowboard cross |          | Halfpipe |  |  |  |  |  |  |  | Slalom gigante parallelo |                          | 3 |
| Totale | 1               | 1               | 1        | 1        |  |  |  |  |  |  |  | 1                        | 1                        | 6 |

## Podi

### Uomini
| Evento                              | Oro                | Punteggio        | Argento         | Punteggio      | Bronzo           | Punteggio          |
| Snowboard cross (dettagli)          | Seth Wescott       | Seth Wescott     | Mike Robertson  | Mike Robertson | Tony Ramoin      | Tony Ramoin        |
| Halfpipe (dettagli)                 | Shaun White        | 48,4             | Peetu Piiroinen | 45,0           | Scott Lago       | 42,8               |
| Slalom gigante parallelo (dettagli) | Jasey-Jay Anderson | Winner Big Final | Benjamin Karl   | + 0.35         | Mathieu Bozzetto | Winner Small Final |

### Donne
| Evento                              | Oro                 | Punteggio        | Argento              | Punteggio         | Bronzo         | Punteggio          |
| Snowboard cross (dettagli)          | Maëlle Ricker       | Maëlle Ricker    | Déborah Anthonioz    | Déborah Anthonioz | Olivia Nobs    | Olivia Nobs        |
| Halfpipe (dettagli)                 | Torah Bright        | 45,0             | Hannah Teter         | 42,4              | Kelly Clark    | 42,2               |
| Slalom gigante parallelo (dettagli) | Nicolien Sauerbreij | Winner Big Final | Yekaterina Ilyukhina | + 0.23            | Marion Kreiner | Winner Small Final |

## Medagliere
| Posizione | Paese       |   |   |   | Totale |
| --------- | ----------- | - | - | - | ------ |
| 1         | Stati Uniti | 2 | 1 | 2 | 5      |
| 2         | Canada      | 2 | 1 | 0 | 3      |
| 3         | Australia   | 1 | 0 | 0 | 1      |
| 3         | Paesi Bassi | 1 | 0 | 0 | 1      |
| 5         | Francia     | 0 | 1 | 2 | 3      |
| 6         | Austria     | 0 | 1 | 1 | 2      |
| 7         | Finlandia   | 0 | 1 | 0 | 1      |
| 7         | Russia      | 0 | 1 | 0 | 1      |
| 9         | Svizzera    | 0 | 0 | 1 | 1      |
| Totale    | Totale      | 6 | 6 | 6 | 18     |